# Édouard Baron
Édouard Baron, né le 31 juillet 1806 à La Chaux-de-Fonds (Suisse) et mort en 1850 est un architecte franco-suisse.

## Principales réalisations

### Reconstruction de la cathédrale Notre-Dame de Chartres (1837-1839)
Charpente et couverture de la cathédrale Notre-Dame de Chartres, 1837-1839  Classé MH (1862),,.
Détails de la charpente en fonte (Archives départementales d'Eure-et-Loir) : 
- Détail de la structure métallique de la charpente[4]
- Détail de l'échafaud à établir pour la pose de l'ange[5]